# Cyanater
| Strukturformel | Molekylmodell |
| Strukturformel | Molekylmodell |

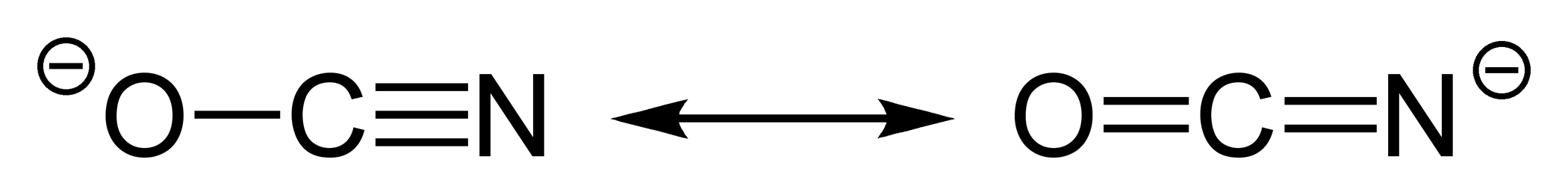
Cyanatjonen stabiliseras genom resonans.

Cyanater är salter som innehåller cyanatjonen, OCN–. Jonen som har laddningen -1 innehåller en syreaton, en kolatom och en kväveatom.
De vanligaste cyanaterna är natriumcyanat (NaOCN) och kaliumcyanat (KOCN), som bland annat används vid framställning av stål och plast.